# 平型关战役
平型關战役，或稱平型關战斗，是國民政府于1937年9月11日大同战斗失利后，于雁门关至平型关一线依托山脉与旧长城组织的一次對日抗戰战役，失守后导致太原會戰（1937年9月11日至11月8日）并再次失利。平型關战役由國民政府第二戰區司令官閻錫山所領導，历时一个月（从当年9月3日制定作战计划到10月2日全线撤退），战场范围达数百里，中国方面投入兵力11个军共计十余万，对付日军方面2个兵团约2万，历经大小战斗数十次，屬中等规模战役。
中國大陸所稱平型關大捷或平型關伏击战，指该战役的第18集团军第115師林彪部在山西灵丘县西的平型关一带配合国军作战，是紅軍改編為八路軍以來的首戰，為平型關戰役中的一次代表性战斗。中国共产党方面的戰史稱「九月二十五日……以劣势装备获得歼灭日军精锐部队第5师团第21旅团一部1000余人，击毁汽车百余辆、马车200辆、缴获步兵炮1门、轻重机枪20余挺、掷弹筒20余具、步枪1000余支、军马53匹及其他大批军械的战果……」
1937年9月11日大同失守，第二戰區司令官閻錫山将中国军队撤至雁门关至平型关一线，因关内一带地势较平坦，关外却是山区，试图利用地形和旧长城固守，抵挡日军攻势。因此作战指导思想是以逸待劳“守土抗战”。9月20日日军第5师团占领灵丘，22日占领东跑池，兵临平型关下；阎锡山得知日军西路援军察哈尔派遣兵团正试图沿平行的山脉绕过平型关突破防线，遂作出一次较大的主动出击计划，策划25日以3个师的兵力，出长城合围平型关下的日军，歼灭日军于关外，希望在日军援军抵达前，促使平型关下同样面临补给问题和重武器山区运输不便的日军第5師團溃败而扭转战局，缓解平型关正面防御的紧张局势，以巩固内长城的基本防线。计划由晋绥军郭宗汾71师、新编第2师以8个团縂兵力15000人自西北出擊，八路军第115师以4个团東南出擊。关内守军誘引日軍第5師團主力從當面來攻，出关的3个师從兩翼合圍日军。
1937年9月23日，阎锡山以第6集团军名义下达“25日平型关出击计划”，当日仅115师執行了該計劃。因日间日军以空中侦察跟踪中国军队动向，遂于夜间出击，出关袭击计划出敌不意，25日晨115师于喬溝伏擊了相向而行的，于数小时内先后抵达的日軍武装押运汽车队和輜重隊两部，并击毙两部中佐指挥官，日军辎重队除7人幸存外悉数被打死。由于另8个团并未执行计划未出关及扩大战果，日军第5師團未受大的影响，仅暂缓攻势并派出部分兵力回防。随着29日平型关西北方菇越口被日军察哈尔派遣兵团辖下混成第15旅团攻陷，国军整条防线迅速瓦解，第二戰區不得不下令全线撤退，并重新集结组织太原会战。对喬溝发生的战斗，中国共产党史称平型關大捷，因打破此前“日军不可战胜”神话及日军第5師團最终未能从平型关正面突破而是国军于此自行退却；国民政府当时亦加以宣扬，以淡化整场平型关战役战略上的失利。
此外25日拂曉前，郭宗汾71師乘夜行動。沒能和高桂滋部取得聯係，高桂滋部實際已從團城口，鷂子澗、東西泡池一帶轉移，這些陣地已被日軍占領。郭部遭到來自原屬於高桂滋部陣地日軍的意外襲擊，臨時調整戰略，原計劃出擊的8個團15000人停止原出擊計劃。新編第2師由2141.96高地方面協同202、214兩旅攻擊突入之日軍。由於高桂滋部的轉移，與八路军約定的25日前後夾擊行動不得不臨時按照戰場變化做出調整，郭宗汾，金憲章部8個團轉而在平型關長城内綫堵塞日軍撕開的缺口。這就是導致原計劃8個團同八路軍夾擊日軍，因戰場變化導致無法按照原計劃出擊的原因。
9月25日國軍總攻戰果主要有三處：一、北線，郭宗汾第七十一師、新二師控制了團城口、鷂子澗一帶，將進軍大營鎮途中的尾家大隊在鷂子澗附近高地包圍孤立。二、南線獨立第八旅和七十三師一部，將「平型關正面之敵」抑制，包圍了三角山、西跑池南高地。三、後方，一一五師伏擊戰成功，切斷了從靈丘至平型關的本道運輸線。 
多场防御战結束后，国民政府在華北、西北的治权宣告結束，日軍成功占领并取得山西大同一帶的煤炭資源。

## 背景

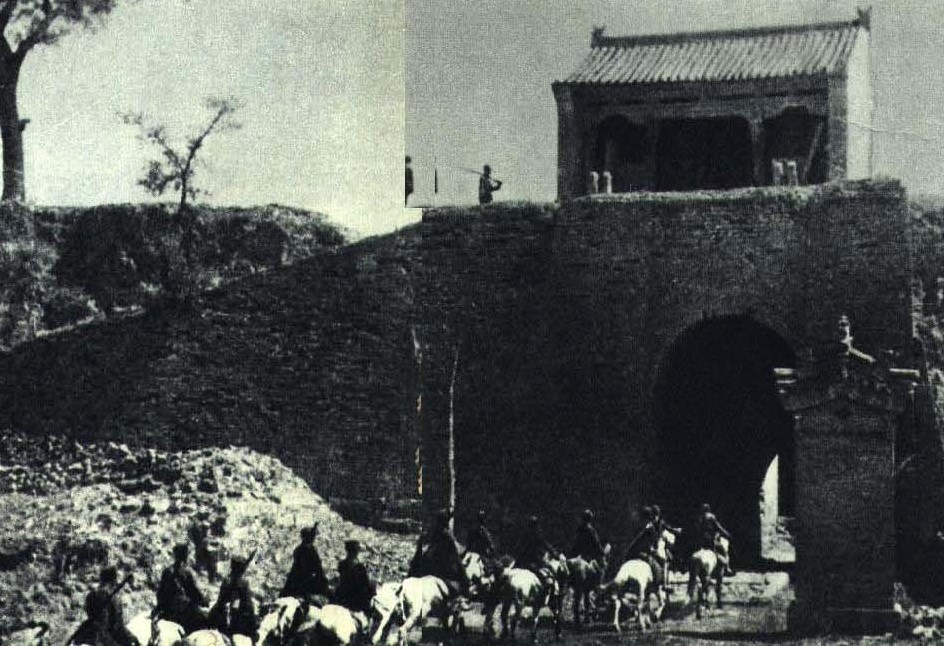
抗日战争时期的平型关

1937年七七事变后，日军大举攻入中国內陸，进展神速。7月15日，日本人宣佈堅決要求第二十九軍撤離平津地區；南京中央政府宣佈不再授權冀察政務委員會作出任何讓步，並派軍隊沿平漢鐵路北上，集結在北平以南100英里:31。正面战场的国军虽然全力抵御，但不敌作风彪悍的日军，屡屡后撤，士气受到严重打击。日本政府對外國記者宣佈：他們不能容忍中國政府對華北「地方」事務之「干涉」:32。日军士气高涨，扬言“三月亡華”。然而此時，中日談判表面趨向緩和，日軍卻暗自向北平增援朝鲜军和关东军:188-189。
8月，日军从京津发兵三路，日军关东军察哈尔派遣兵团沿平绥线（北京至包头）、日军华北方面军第5师团沿平汉线（北京至汉口）和津浦线（天津至浦口）铁路线展开进攻。8月底，「第一人民抗日聯軍（冀察晉邊區第五軍前身:49）」擁有1,500人，全河北省至少有2萬名遊擊隊:63。
9月中旬，察哈尔派遣兵团攻占山西省大同后，主力沿同蒲铁路（大同至风陵渡）南下，攻向雁门关。
平型关古称瓶形寨，周围地形如瓶，在山西繁峙县东北与灵丘县相交界的平型岭下，雁门关之东。明朝时是内长城重要关隘。平型关城楼据平型岭之入口，城周长1公里余，今残高6米。平型关北的恒山高峙如屏，关南矗立五台山，两山都是陡峻的断块山，海拔在1500米以上，是晋北的交通障碍。两山之间是一条不太宽的地堑式低地，是河北北部平原与山西之间的最便捷通道。平型岭位于这条带状低地中部隆起，形势险要。这条古道穿平型关城而过，东接北京西的紫荆关，西接著名的雁门关，构成一条坚固的防线，自古就是北京西的重要藩屏。

## 参战部队

### 日本军队作战序列
日军参加战斗的部队包括华北方面军由板垣征四郎率领的第5師團和关东军由东条英机率领的察哈尔派遣兵团:428。
日军作战序列：
- 华北方面军第5師團（師團長板垣征四郎中將，參謀長西村利溫大佐）
  - 第9旅团（旅团长国崎登，后转往保定，未参加平型关作战）
  - 第21旅团（旅团长三浦敏事）[注 1]
- 关东军察哈爾派遣兵团（司令官东条英机）(9月20日后由笠原幸雄少将接任)
  - 混成第1旅團（酒井镐次）
  - 混成第2旅團（本多政材）
    - 十川支队（十川次郎大佐）[10]
      - 步兵第一联队
      - 大泉支队（步兵第四联队第一大队为基干）
      - 第四野炮联队第一大队

    - 旅团主力[注 2][10]
      - 步兵第三联队（湯浅政雄大佐）
      - 步兵第五十七联队第三大队（朝生平四郎少佐）
      - 独立山炮兵第十二联队第二中队
      - 野战重炮兵西村中队

  - 混成第15旅團（篠原诚一郎）
- 北支方面军第六兵站自动车队[11]
  - 兵站自动车第二中队
  - 兵站自动车第八十七中队

### 中国军队作战序列
中国军队参加平型关作战的是第二戰區部队，战区司令长官阎锡山。9月15日，阎锡山将部队分成左、右两个地区，左地区部队从东至西为第61、34、19、35军，司令官傅作义；右地区部队从东至西为第33、17、15军，总司令杨爱源、副总司令孙楚；第18集团军、第71、72师及新編第二師为预备军。:411

#### 左地区
雁门关一线：第七集團軍（總司令傅作義，副總司令曾延毅）
- 第35軍：傅作義（自兼）
  - 第205旅：田树梅
  - 第211旅：孫蘭峰
  - 第218旅：董其武
  - 新5旅：安荣昌：伪蒙军反正部队
  - 新6旅：王子修：伪“大汉义军”反正旅长
  - 补充第2团：邓崇禧
  - 炮兵第21团：李柏庆
- 第19軍：王靖國
  - 第70師：王靖國（自兼）
  - 第209旅：段树华
  - 第215旅：杜堃
  - 独立第1旅：陈庆华
  - 独立第2旅：方克䣭
  - 第66师：杜春沂。原为杜春沂独一旅（也称警卫旅）。改称第六十六师后，原编制未动，仍为原旅所辖第一团郭作霖和第二团赵德鸿两个团，仍然担任阎锡山及绥靖公署的警卫工作，没有参加忻口、太原等地的抗日战役。
  - 补充第1团：刘效曾
- 第34军：杨澄源
  - 第196旅：姜玉貞（陣亡）
  - 第201旅：王丕荣
  - 第203旅：梁鑑堂（陣亡）
  - 炮兵第26团：刘彭祖
- 第61軍：陳長捷
  - 第101師：李俊功
  - 第200旅：刘𩡝馥
  - 新編第2旅：安華亭
  - 騎兵第3旅：石玉山
  - 獨立第7旅：馬廷守

#### 右地区
平型关一线：第六集團軍（總司令楊愛源，副總司令孫楚）
- 第15軍：劉茂恩將軍,因戰功升任第十四集團軍總司令
  - 第64師：武庭麟
    - 第191旅：邢清忠
    - 第192旅：杨天民

  - 第65師：劉茂恩（自兼）
    - 第194旅：姚天辰
    - 第195旅：马祺臻
- 第17軍：高桂滋
  - 第21師：李仙洲
  - 第84師：高桂滋（自兼）（该师25日凌晨2时丢失团城口阵地未上报，致71师、新2师，2个师辖8个团改变出击计划）[來源請求]
  - 第94师：朱怀冰
- 第33軍：孫楚（副總司令自兼）
  - 第71師：郭宗汾 （该师4个团，为25日原计划出击之3个师之一）[來源請求]
  - 新2師：师长：金宪章（该师4个团，为25日原计划出击之3个师之一）
  - 第73师：刘奉滨
  - 獨立第3旅：章拯宇
  - 獨立第8旅：孟憲吉（10月1日改為第68師）守平型關
  - 砲兵第25團：刘振蘅

#### 預備隊
- 第72師：段樹華
- 第195旅

#### 配合作戰
紅軍改編國軍第十八集團軍1937年9月编制
- 115师：师长林彪、副师长聂荣臻、参谋长周昆、政训处主任罗荣桓，副主任萧华，供给处长邝任农（该师4个团，为25日原计划出击之3个师之一）[來源請求]
  - 343旅：旅長陳光、副旅长周建屏、参谋长陈士榘，政训处主任肖华
    - 685团：团长杨得志、副团长陈正湘、政训处主任邓华、副主任吴法宪
    - 686团：团长李天佑、副团长杨勇

  - 344旅：旅长徐海东、参谋长为陈漫远
    - 687团：团长张绍东、副团长为韩振纪、赵凌波、田守尧、常玉清、参谋长兰国清 （该团为预备队，25日下午林聂命其加入战斗以速决被围日军）
    - 688团：团长陈锦绣、副团长韩先楚 （688团因24日为突发山洪所阻[來源請求]，未能参加平型关伏击战）

  - 独立团：团长杨成武 (该团附115师骑兵营23日即受命东出平型关60公里，于驿马岭附近准备阻击涞源方向之第9旅团援军)[來源請求]

## 战役经过
「平型關戰役」是「太原會戰」一部分，前期總指揮是國軍第六集團軍楊愛源，後期總指揮為第七集團軍傅作義，主力作戰為國軍第六集團軍、第三十三軍、第十五軍劉茂恩和第十七軍等，總共15萬人；八路軍協助防守左翼雁門關一帶:121。

### 广灵、灵丘间的战斗
第5师团攻占河北省阳原、蔚县、山西省大同后，攻向山西浑源、灵丘，企图突破平型关、茹越口，与察哈尔派遣兵团进行战役协同，歼灭中国第二战区主力，打通晋北，从右翼迂回，与华北方面军主力协同，擊敗平汉铁路沿线的中国第一战区主力。日軍在平漢線北段的進展，是與平綏線互相策應的。目的是想取石家莊攻娘子關，冀希與同蒲路南下的日軍會合，再攻山西的心臟太原。山西是華北的軍事生命線，山西一旦到手，華北就安處一隅，所以平漢和晉北的戰爭，在時間上互相呼應。中國國民革命軍全力抵抗，但是兵員損失慘重。
9月中旬，日軍第5師團被中國國民革命軍第十七軍截留在蔚縣和平型關間，僅有一部分日軍經過淶源向保定迂迴。第十七軍在蔚縣、廣靈、靈邱一帶抵抗日軍後，就和從石家莊調來的第十三軍團第十五軍會合，退守平型關和團城口。日军逼近晋北内长城，中国第二战区司令长官阎锡山在山西平型关、雁门关一线组织防御，决心与东线平型关当面日军决战。
9月下旬，同蒲鐵路吃緊，日軍察知雁門關國軍工事堅強，於是集中力量專攻平型關。日軍主力由淶源，另一部由廣靈攻向靈邱之時，國軍向平型關、雁門關、神池一線集結，目的與日軍決戰。中国第二战区第六集团军、第七集团军退守内长城的雁门关、茹越口、平型关一线，保卫山西腹地（参见太原会战），除此，軍事委員會發佈命令，国民革命军第十八集团军第一一五師編入閻錫山所屬第二戰區急行军至晋北协同防守内长城一线。
9月20日，日军第5师团第21旅团攻占灵丘。22日，攻占平型关西北的“东跑池”制高点。坂垣第五師團21旅在團城口與第十七軍高桂滋84師部展開持續血戰。至9月24日晚，第84师浴血奋战3天，伤亡2700余人。
日军第21旅团除正面进攻部队外，另派出由21联队长粟饭原秀大佐带领联队第1、第2大队，21日从浑原南下，翻过大尖山后，22日进至中庄铺地区，与高桂滋军警戒部队接触。日军并不恋战，绕过高桂滋部队继续向南穿插，23日进至西河口及以南地区，危险的是，国军只知道正面进攻的第21旅团主力，并不知道日军粟饭原支队这支奇兵。
9月23日下午5时，国军经过连日血战，已经精疲力尽，只能向司令部求援。孙、杨回复，援军24日上午10时到达。84师在援军即将到达消息的支撑下勉力苦战，然而10点仍未见援军。下午3时，郭宗汾第71师428团到达团城口，高桂滋立即把428团团长王荣爵叫到指挥所，命令其接替84师防务，但王团长当即拒绝服从，称“我团是奉命出击，没有增援你师的任务”。高以第一线最高指挥的身份命令，当王以要请示师长为由率部离开。高桂滋回到军部，拿起电话痛哭流涕的对杨爱源说:“杨总司令，再无援军，本部只有冒犯军令撤退一途。最后哀鸣，伏维矜鉴！” 杨爱源回答：“已决定郭宗汾第71师出击，请高军长坚持，没有命令，不准撤退！”当夜，84师251旅旅长高建白直接求见71师202旅旅长陈光斗，请其派兵增援团城口，陈同样理由拒绝。24日夜，84师官兵冒雨在水深齐腰的战壕据守，各方面都已濒临极限。25日凌晨，84师没等到援军，却等到粟饭原支队的突袭。25日凌晨2时，84师全线溃退，日军占领团城口。
更严重的是，84师(84D)撤退并没有报告，准备出击的郭宗汾第71师（71D)，金宪章新编第二师(N2D)，以及准备伏击的林彪第115师(115D)全都不知道团城口已经失守。

### 日军运输辎重部队的调动及部署
攻占团城口后，日军第21旅团长三浦敏事少将立即向板垣发电报告，板垣于4时回电祝贺，并为其增派1个步兵大队，同时要求21旅团立即攻占平型关后的大营镇。
此前9月19日晋西北下雪，23、24日降雨，气温骤降，三浦给师团发电，要求前送各种补给和大衣等御寒衣物。24日傍晚，第六兵站汽车队本部及兵站汽车第90、91中队运送弹药粮秣抵达平型关前线。具体兵力是：
本部，指挥官新庄淳中佐等官兵22人，汽车1辆；
兵站汽车第90中队，中队长矢岛俊彦大尉，官兵187名，汽车50辆；
兵站汽车第91中队，中队长中西次八少佐，官兵183名，汽车50辆。
以上共计官兵392名，汽车101辆，士兵中战斗人员为步兵168名，工兵13名，通讯兵21名，辎重兵78名，合计280名。配备武器为三八式步枪171支，三八式骑枪78支，一四式手枪31支，战刀5把；非战斗员为辎重特务兵84名，卫生兵10名，配备刺刀84把，另有18名军官，武器为手枪及战刀。
三浦旅团长鉴于卫生队所在的关沟和野战仓库所在的辛庄距离前沿阵地（在东跑池一带）较远，为了快速抢救伤员及运送补给，并以其车队战斗人员替换部分野战部队担任警戒任务，以便21旅团全部野战部队得以投入第一线，在征得新庄淳队长同意后，留下了兵站汽车第90中队5辆汽车、官兵11名；兵站汽车第91中队20辆汽车、官兵128名（包括中队长中西次八少佐及该中队自卫小队）担任关沟、辛庄警戒。
于是，准备25日天明从平型关向东经灵丘返回蔚县的第6兵站汽车队就剩下汽车76辆，官兵253名。其中本部有新庄淳中佐等22人，汽车1辆；兵站汽车第90中队有汽车45辆，人员176名；兵站汽车第91中队有汽车30辆，人员55名。此外，汽车队还载运了部分日军回送伤员，但伤员数量不详。
原本以上253名日军官兵将会是林彪115师9月25日全部可能的战果，然而第5师团部再接到三浦旅团长“天气变冷，急需补给”的电报后，又命令辎重兵第5连队第2中队将师团库存的军大衣和粮食、弹药交付给留在留在灵丘的21旅团后勤部队，由其补给21旅团。同时命令师团情报参谋桥本顺正中佐去平型关前线执行联络任务，并从师团司令部护卫中队（第21联队第12步兵中队，中队长神代庄吉大尉）中抽出1个小队（第3小队，小队长高桥义夫少尉）担任桥本的护送部队。这支混成部队到达灵丘后向21旅团后勤部队交付物资后，辎重兵第5联队第2中队随即返回蔚县，而桥本顺正中佐则率领护卫小队和留在灵丘的21旅团后勤部队，准备于25日晨由灵丘向西前往平型关。
桥本部队具体兵力是：
步兵第21联队大行李，计官兵97名，马65匹；
步兵第11联队第1大队的大小行李，计官兵76名，马54匹；
步兵第21联队第2大队的大小行李，计官兵70名，马50匹；
担任护卫的步兵第21联队第12中队第3小队，计官兵49名。
桥本中佐本人，司机1人，随员1人，共3人。
以上共计官兵301名，骑兵乘马15匹，拖大车的挽马154匹，装载物资的大车149辆，另有桥本中佐乘坐的木炭车1辆。
桥本部队的战斗人员为辎重兵15名（全为骑兵，编制在行李队内），步兵52名（含第3小队的48名士兵和第21联队4名伤愈归队士兵），有三八式步枪40支，三八式骑枪15支，掷弹筒2具，轻机枪2挺。指挥官桥本顺正中佐和小队长高桥义夫少尉各有手枪1支，战刀1把；非战斗人员为辎重特务兵228名，有刺刀228把。
以上两部日军官兵总计554名，另新庄部队所载回送伤员数目不详。
这样，9月25日晨，在平型关和灵丘之间的乔沟设伏的林彪第115师就意外的发现相向而行的两支日军后勤辎重部队，分由一名中佐率领，竟然从东西两个不同方向先后进入了伏击圈。

### 八路军在平型关的戰鬥

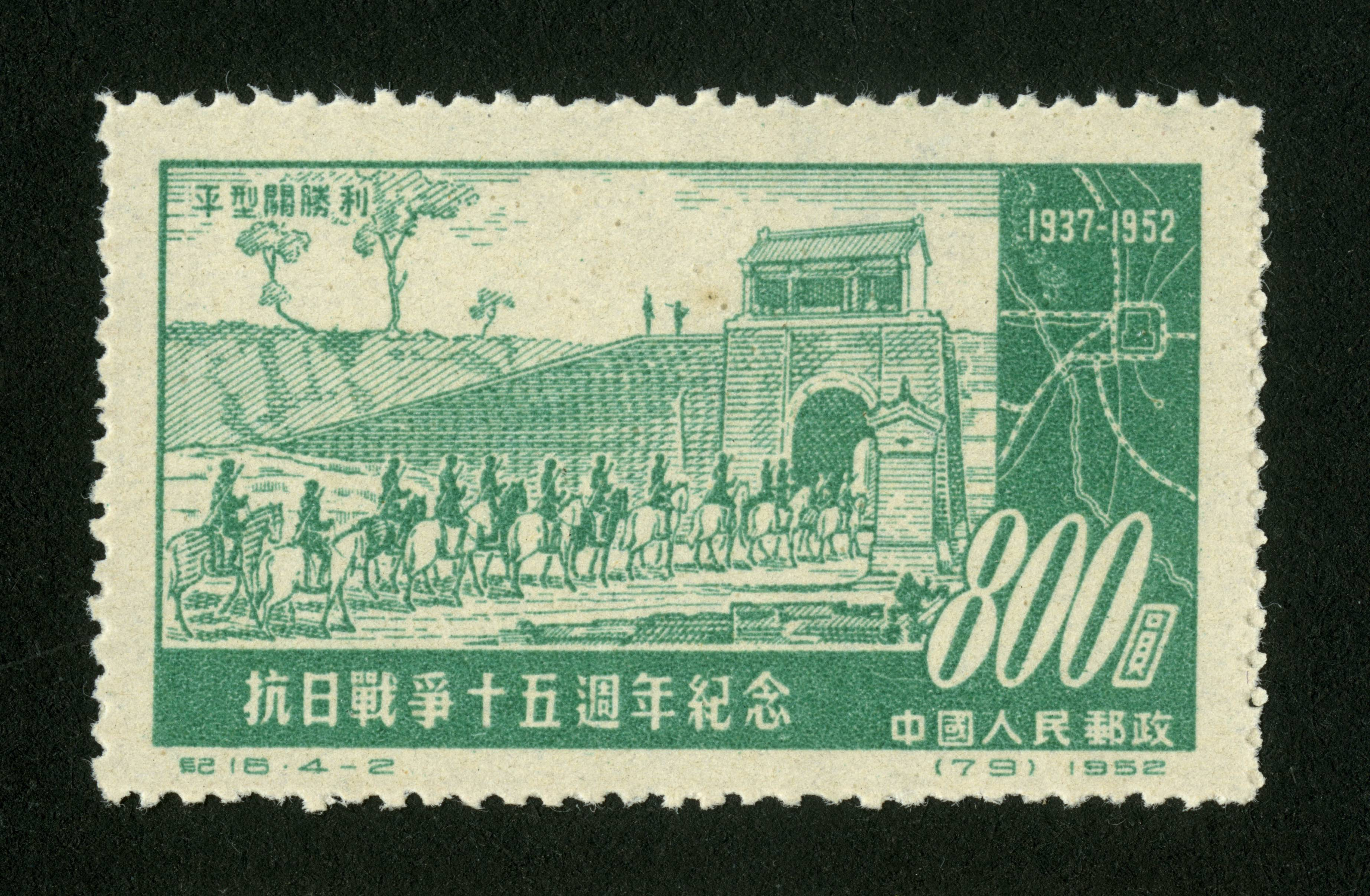
抗日战争十五周年纪念邮票：平型关胜利

#### 战斗前夕
9月14日，八路军115师师长林彪从平型关前线致电八路军总部彭德怀等，提出在平型关袭击日军。毛泽东接到八路军总部转电后，16日致电林彪，重申洛川会议的战略决策，要求分散部队发动群众，用开展游击战的方式配合友军。18日，林彪直接致电毛泽东，力主利用平型关的有利形势集中两个旅作战歼敌，暂时不做群众工作。9月下旬， 中國共產黨中央毛澤東命令朱德、彭德怀:54:338:26、林彪配合國軍抗日:143。9月21日，毛泽东做出让步，发电彭德怀，同意林彪以1个旅暂时集中打正规战，但仍要求适时转向群众工作。获得毛泽东批准后，八路军总部9月23日向林彪下达了侧击平型关日军的作战命令。林彪第一一五師、贺龙第一二〇师遂支援第二战区作战。八路軍採用遊擊戰術，在戰鬥前夕，政工人員召集當地數千農民，向他們分發槍支，參加戰鬥幫助取得勝利:89。
9月23日，115师骑兵营在五台县东营村接到师部命令，限于明（24）日八时前，攻占倒马关，以阻日军东援之敌，确保平型关伏击战侧翼安全。其时（9月23日下午3时）骑兵营距离倒马关120华里，经过半天一夜急行军，24日上午七时接近倒马关，发现已有日军驻守。骑兵营立即发动攻击，半小时后占领倒马关，日军向涞源撤退。此战实为八路军抗日第一次战斗（比平型关伏击战早一日）。
9月24日10时，115师独立团先头连在白羊堡遭遇一支日军小队，先头连展开攻击，日军阵亡2人，余部退去。以上两次小型战斗使涞源日军第9旅团提高了警觉，抢在115师独立团之前于25日拂晓占领驿马岭隘口，给当日独立团的阻击战造成了不小困难。
9月24日，国军第6集团军给第115师送来“25日平型关出击计划”：以12个团出关逆袭，其中晋绥军8个团（71師,新編第2師,獨立8旅一部配合115師向平型關以東的日軍出擊）兵力西北方出击，第115師4个团兵力東南方出击，並誘引日軍第5師團主力從平型关當面來攻，出关军团從兩翼包圍的任務。
9月25日 84师高桂滋部于凌晨2时擅自撤退，25日拂晓担任出击任务的郭宗汾71师突然遭到来自团城口方向的机枪火炮猛烈射击，郭军以为与高桂滋部联络欠当发生误会，并未知晓高部已自行撤走，造成团城口，鹞子涧和东、西跑池一代阵地，被日军占领。郭宗汾只得倉惶應戰，转而在平型关内阻擊因高桂滋部撤退而被日军撕开的缺口,郭军由此损失三分之一,此时115师于平型关敌后的东河南以西地区伏击敌人取得優勢勝利,保证了郭军主力未被日軍包抄，占領了日軍通往后方通道的阵地，使日軍不敢輕易襲擊郭宗汾部大营。至9月25日晨5点，聂荣臻率部奇襲板垣师团第21旅团,战斗持一直延續到27日白天,敌板垣师团21旅遭歼灭性打击。

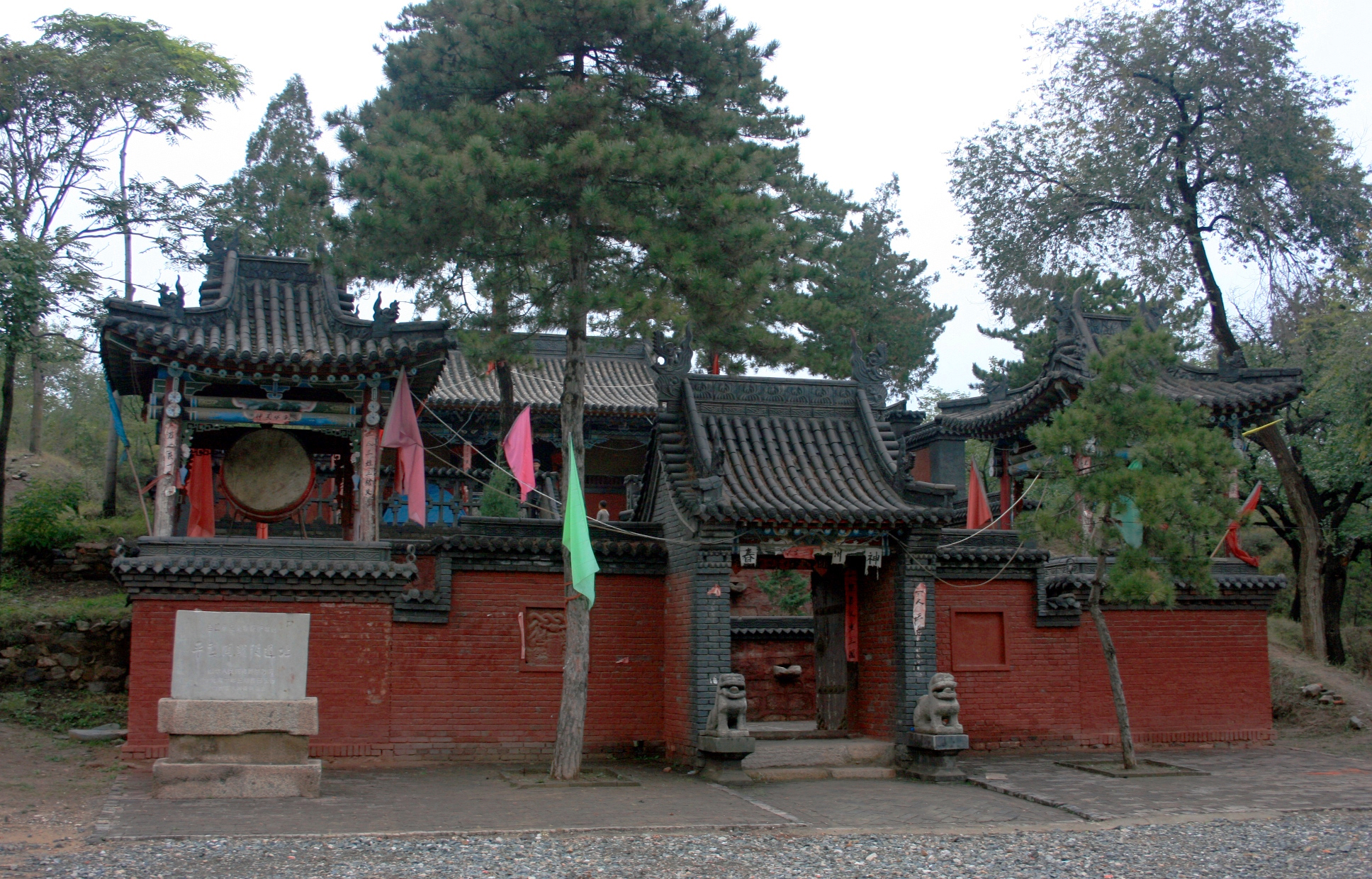
老爷庙

#### 9月25日作战对象规模争议
平型关大捷 其實发生在乔沟，因当时地图标示不详，以平型关大捷上报。
根据朱德、彭德怀致蒋中正寝寅密电（一九三七年九月二十六日）限三小时到。南京。大元帅蒋钧鉴：谨密。一一五师有（廿五）日八时进行战斗，至廿四时止尚在激战中，将平型关以北东跑池、辛庄、关沟及一八八六点标地完全攻占，俘虏敌官兵三百余名。另有敌一部约四、五百人、马数十匹被我军完全包围，死不缴械，故全部打死。
对于日军规模的讨论：
- 一种说法为：
  - 9月25日晨，日军第5师团第21旅团新庄中佐带领的“新庄自动车队”，至少2个中队乘约80辆卡车沿平型关至灵丘。这是第5师团作为日本少数的且当时外长城关内唯一的甲种机械化师团的绝大部分机动车辆，自动车中队本身既是运输兵员补给的组织，同时又是拥有步枪，机枪等火力的百数十人的战斗团体。[20]随车载有伤兵和护士。在遭115师685团攻击，在队列前端的本部指挥官新庄淳中佐开战不久被打死后，抵抗了约4小时，见被三面合围后弃卡车和伤兵逃脱。而115师在清缴日军卡车时，有日军伤兵先假意投降，后反杀施以援手的八路官兵，最后这些伤兵在卡车中自杀或被随车一同烧死。
  - 据矢岛中队的士兵森山伊之助在数日后的家信中载“我自動車部隊一個中隊約百五十名......我部坚守了约四小时，终于中队濒临溃灭边缘，不得不撤退。战死者共五十名，自动车也全部报废。此后我们退入山里......直至30日才被友军营救下山”。
  - 同时步兵第21联队“辎重行李”队约400人驱百余辆三九式挽车（每辆三九式辎重车需1匹挽马和1名车夫，最大全重370公斤可载210公斤货物，在崎岖地段还需1-2名副手）沿灵丘至平型关相向而行。辎重行李队编成有：辎重车和以朝蒙籍日本兵为主的人力。护卫大车队的高桥义夫步兵小队52人在队列前端，另大行李队的骑兵15人也归高桥指挥在队列尾端断后。第21联队“大行李”即联队级部队所属的后勤单位约100人；第5师团参谋桥本中佐携少数司令部成员乘1辆燃碳（人工煤气）“运兵车”（按桥本级别本可单独乘小汽车）在队列前端引领辎重行李队。
  - 据朱、彭载，这“一部约四、五百人、马数十匹被我军完全包围，死不缴械，故全部打死。”
- 另一种说法则认为：
  - 9月25日午前10时、在小寨村附近遭到伏击的行李部队为第21联队第一、第二大队及联队本部的一部分大，小混装行李队[注 3]，由“辎重特务兵”70名（八路军的平型关大捷的报告，回顾中经常出现的所谓“骑兵部队”，实际就是行李队中几位乘马的伍长、班长）和高桥护卫小队[注 4]的15名步兵。此外还有5名病伤后归队的士兵、和师团参谋桥本顺正中佐一行7名，合计为97名。装备有三九式辎重车42辆，駄马、輓马合计70匹[注 5]、外有下士官、班长骑乘、传令用的军马数匹。[21]
  - 西段战场在关沟村东约两公里前后的乔沟西侧地段，日军兵力为两个自动车中队（新庄自动车部队的正式名称为“北支方面军第六兵站自动车队”，其本部配置于北支方面军管区兵站（后勤）部之下。[20]）的约350余名司机，助手。从关沟村出发驶向灵丘（从前线向后方），目的是运输援军。曾得到前线回援的一步兵小队的援助。[21]
  - 否定有朝鲜兵、女护士之说。[22]

新庄自动车部队的正式名称为“北支方面军第六兵站（当时派驻张家口）自动车队”，由本部和七个下属中队组成。自动车中队由中队本部（定员15人，含行李队）和下属的三个小队，1个修理班（定员16名）组成；定员183名；配有有9辆乗用车、1辆三轮摩托、65辆九四式六轮自动货车；配备步枪114条，軽机枪2挺。小寨村伏击战中，本部长新庄淳中佐和中西学大尉中队长、矢岛俊彦中队长指挥两个动车中队与八路军115师李天佑686团激战4个多小时。新庄本部长于9月24晚随同矢岛中队从蔚县前往平型关口前线而陷入战斗。矢岛中队参战兵力为中队全员176名、输卒(辎重特务兵)15名、新庄自动车本部7名。另外还有从关沟村来援的第21联队第3大队第12中队的1个小队的歩兵。

#### 9月25日战斗过程
115师得知日軍辎重行李队进至蔡家峪，于是在乔沟设伏，该地区道路狭窄，雨后路面泥泞，日军机动性大减。晨7时许，该部日军全部进入115师主力预伏地域。林彪得知日軍有輜重隊400多人，在蔡家峪落後，「多數徒手，少數步槍」，於是襲擊輜重部隊:121。林彪采取“避强击弱”的战法，先放过日军先导部队（高桥步兵小队和桥本的座车），然后以枪械突擊輜重行李隊本队。日军派出一部企图抢占公路西北侧制高点“老爷庙”，掩护突围。115师本在战场东南，一部越过公路，大部占领公路东侧，伏击部队两面攻擊日军，将日军压制于“老爷庙”至“小寨村”的狭谷之中。此时新庄自动车队抵达，听到枪声但与辎重队未碰面，也从西面向老爷庙所在高地反复“猛烈冲击”，遭击退。。此役或有认为斃傷日軍500至1000人，又有认为日军伤亡200余人。桥本和新庄两名中佐都在战斗中被击毙。其中日军自动车队並未遭到全部殲滅，在受到严重打击后，弃卡车与辎重车突围。日军辎重行李队伤亡占较大比重，可考脱逃人数为7人:355。日军退败后，卡车尽毁，大车连同辎重被115师缴获。 同为中佐，桥本顺正的陆士学年虽然比新庄淳低两级，但因为毕业于陆军大学校，又是师团的作战参谋，所以比新庄更前途有望。若不死亡，1945年前会晋升为陆军中将。

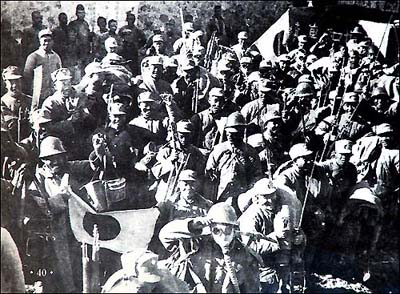
115師缴获的军需物资

战斗后115师分出一部建立根据地，主力转入广阳地区进行广阳战斗。10月17日，林彪在《平型关战斗的经验》中总结了12条与日军作战的经验，10月27日发表在《解放》周刊。
在乔沟伏击后，115师杨得志团和李天佑团还顺势继续向西袭击了平型关日军后方关沟和辛庄的卫生所和野战仓库，在不见友军配合的情况下没有固守，随即撤退。

#### 9月25日阻击援军
得知受袭后，板垣征四郎立即令在平型关第5师团第21旅团第21联队第3大队所属4个中队(非满员，欠4个小队)约1000人，駐紮在蔚縣、涞源的42聯隊的2个大队和第9旅團1個聯隊共约6000人，分别从西，东两个方向增援受伏日军。两方援军又受115师阻击，至28日才再度进入乔沟。
关于西面援军，日本1973年出版的《浜田联队史》记载：“(25日)汽车一过关沟村即与敌遭遇，当即火速下车，令吉川中队向北边高地，内藤中队向南边高地，橘机枪中队协助龙泽中队从中间平地进行攻击。然后敌人以迫击炮、重机枪猛烈射击，兵力看来也比我方多十几倍(115师关沟阻击部队实为685团2营第5、6连和3营第9、10连，共计仅4个连)。尤其吉川中队正面之敌举起军旗、吹起军号，士兵各自扔出手榴弹，反扑过来。我方寡不敌众而毫无办法。”——“9月28日龙泽中队得到友军的支援后，勇气百倍再次继续前进，此时遇到意外情景，刹那间，所有人员吓得停步不前。冷静下来看时，才知道行进中的汽车联队已遭到突袭全部被歼灭，100余辆汽车惨遭烧毁，每隔约20米，就倒着一辆汽车残骸。公路上有新庄中佐等无数阵亡者，及被烧焦躺在驾驶室里的尸体，一片惨状，目不忍睹。”日军第3大队战报说，9月25日奉命救援乔沟的4个中队，第九中队（龙泽，欠一个小队）6死21伤、第十中队（吉川，欠一个小队）4死5伤、第十一中队（内藤，欠两个小队）3死31伤，和第十二中队（橘机枪中队）25死3伤，放弃救援原地固守，直至115师打扫完战场并撤走两天后，该部日军援军才敢进入乔沟，收葬阵亡日军尸体。有大陆学者对日军第三大队上报伤亡数字存有质疑，主要集中于两点，“机枪中队何以战死人数多于步兵中队”以及“如若伤亡如此之小，何以该部援军当天即原地固守不敢继续前进救援受困汽车队”，尤其吉川中队，仅阵亡4人伤5人即“毫无办法”，于常理不合。
关于东面援军，被由楊成武率領的115师獨立團分别在灵丘以北的白龍須溝，灵丘以东的驛馬嶺所阻擊。根據楊成武本人回憶，在驛馬嶺「遺棄着各種姿勢的敵屍（日軍）三百多具」，在白龍須溝則根據當地人回憶「打死日本兵40多人」。9月25日下午4时林彪电告杨成武“你团已胜利完成打援任务”，因当时独立团尚有5个连作为预备队未用，杨成武即命全部出击，日军因无法判断当面敌军多少，当即脱离战斗撤回涞源县城。此战日军称其阵亡仅2人，旅日学者姜克实对此完全采信，但基于同样理由，有大陆学者亦质疑第9旅团何以仅遭受如此之小的伤亡即放弃救援被困日军。

### 东跑池、鹞子涧战斗
日本第五師團的一部兵力進攻平型關失敗後，關東軍從察哈爾派來的兵團就在九月二十九日突破菇越口，威脅平型關的華軍後方。三十日，平型關的中國軍隊向五台山、代縣之線撤退。
戰況中期，日軍司令官板垣征四郎急令蔚县、涞源的日军向平型关增援，遭国军115师独立团阻击于灵丘以北、以东。兩軍在此戰鬥互有傷亡，其中，日軍陣亡三百余人。隨後，國軍集團軍随后攻击东跑池的日军，但防守此线的第2战区国军作战失利，且因突入太深而被日军包围，國軍团长程继贤等千余名官兵阵亡。东跑池的日军于黄昏由团城口突围。

### 日军攻占繁峙
27日，日军混成第15旅团攻占繁峙县北、雁门关以东的茹越口长城阵地。28日，中国守军第203旅反冲击失败，旅长梁鑑堂阵亡。29日，日军向二线阵地铁甲岭进攻，守军经慘烈戰鬥至11时被突破，第34军撤向繁峙，日军随即展开追击。中国独立第2旅受命抢占茹越口侧翼的五斗山，被日军击垮后西撤代县。29日夜，日军混成第15旅团追击部队占领繁峙县城，并袭击了正经过繁峙东进的中国第35军一部，城内的中国第34军军部退至峨口。至此，日军遮断平型关正面中国军队退路，将平型关附近阎锡山等部阻隔在繁峙以东。当日深夜，阎锡山得知五斗山反击失败，深恐日军切断其经峨口至五台山的退路，遂命令内长城防线各部向南转移至忻县、忻口间组织防线保卫太原。30日，占领繁峙的日军混成第15旅团进占代县。中国守军从内长城防线撤退后，东面的日军第21旅团进入大营镇:423-426:53。
日军相继攻下重镇包头。平绥铁路作战结束，日军完全控制内蒙，并解除其华北主力进攻河北、山西侧翼威胁:12。至此日本軍已經向中國戰場投入26個師，共約50萬人:117。

## 伤亡人数
- 平型关战役（平型关战斗）：
  - 根据國民政府资料，在平型关战役中，国军毙伤日軍2,952人，中国军队傷亡39,042人[3]。
  - 而日本的姜克实教授根据日方资料得出结论为：日军死伤1,506名[30]。
- 平型关（乔沟）大捷：
  - 中國大陸目前官方版本為：平型关大捷用时仅一日，115师共斃傷日军1,000余人[12]:121。缴获步枪1000余支，机枪20余挺，击毁汽车100余、马车200余辆[23]。担任钳制、阻击任务的第115师独立团，截断涞源、灵丘之间的交通线，在腰站地区打退日军增援部队的多次冲击，歼敌300余人[31]。中國共產黨共有四種說法：500余人[32]、1000余人[23]、3千餘人[33]、萬餘人[34]，115师伤亡500余人[23]。彭德怀在42年的一份报告里说缴获的完好步枪仅一百支。[35]
  - 根据朱德、彭德怀致蒋中正寝寅密电（一九三七年九月二十六日）限三小时到。南京。大元帅蒋钧鉴：谨密。一一五师有（廿五）日八时进行战斗，至廿四时止尚在激战中，将平型关以北东跑池、辛庄、关沟及一八八六点标地完全攻占，俘虏敌官兵三百余名。另有敌一部约四、五百人、马数十匹被我军完全包围，死不缴械，故全部打死。
  - 而日軍的戰報稱，在蔡家峪，日軍167人死亡，94人受傷[12]:121。蔡家峪39°23′29″N 113°59′53″E / 39.391347°N 113.998170°E位于115师伏击圈的东侧尽头，是桥本部队进入伏击圈的入口，距离平型关39°19′19″N 113°55′25″E / 39.321971°N 113.923506°E9.48公里。某些文章称蔡家峪距离平型关60公里的说法不正确，应当是混淆了115师独立团阻击涞源日军援军的驿马岭(有的文献称为腰站39°24′47″N 114°28′41″E / 39.413057°N 114.477923°E。
- 个人研究者对平型关大捷的见解有：
  - 中国大陆的楊奎松則認為，115师歼敌数百人[36]
  - 领受日本外务省特别津贴的日本冈山大学近代史教授姜克实根据日本方面的战报和新闻报道统计出日军在乔沟伏击战中死伤约240人（死165人）[10][24]，在腰站阻击战中死2人伤9人[37]。腰站阻击战即驿马岭阻击战，115师独立团与第9旅团援兵9月25日在此地激战竟日，死2人伤9人殊不可信，然姜克实教授对此予以采信。

| 部队番号              | 死亡 | 负伤 | 失踪 | 合计 | 备注                           |
| --------------------- | ---- | ---- | ---- | ---- | ------------------------------ |
| 步21联队主力          | 86   | 112  | 3    |      | 战斗详报                       |
| 步21联队3平岩大队     | 94   | 226  |      |      | 21联队史丰田军医统计           |
| 步42联队              | 85   | 131  | 2    |      | 战斗详报                       |
| 步11联队1尾家大队     | 98   | 139  | 13   |      | 报刊、战斗详报等（负伤为概数） |
| 兵站自动车部队        | 61   | 72   |      |      | 战斗详报（负伤上升浮动+22）    |
| 师团炮兵、其他        | 20   | 60   |      |      | 死伤均为类推概数               |
| 师团本部、其他        | 10   | 0    |      |      | 21联队史（司令部6归队兵4）     |
| 关东军混成15B（筱原） | 58   | 196  |      |      | 筱原部队阵中日志               |
| 关东军混成2B(本多)    | 15   | 25   |      |      | 推测数                         |
| 合计                  | 527  | 961  | 18   | 1506 |                                |

| 部队别     | 死亡、失踪 | 负伤 | 备考、根据                                         |
| ---------- | ---------- | ---- | -------------------------------------------------- |
| 新庄本部   | 4          | 不明 | 死亡报导                                           |
| 中西中队   | 15         | 不明 | 死亡报导                                           |
| 矢岛中队   | 42         | 50   | 战斗详报数，报导数为死41，伤37                     |
| 桥本一行   | 6          | 0    | 樱田武报告                                         |
| 辎重行李队 | 68         | 0    | 死亡报导数，战斗详报数为67名                       |
| 第12中队   | 26         | 3    | 丰田军医记录+1，包括高桥小队和自动车支援小队的总数 |
| 归队兵     | 4          | 0    | 大贺春一证言 1名生还                               |
| 浮动       |            | 22   | 中西中队负伤+可能遗漏数                            |
| 死伤总计   | 165        | 75   | 合计240名                                          |

## 武器缴获
- 平型关战役（平型关战斗）：

1938年9月30日，聶榮臻致“毛朱彭”的電報：
截至当时繳獲如下：

甲、廿五日汽車76、摩托車3、廿九日獲汽車三輛，共82輛

乙、七生(70MM)的山炮彈2788發、七生五(75MM)的炮彈52發、引火4、92小型野砲一門

丙、步槍彈3595發、機槍彈6700發，內有400發不通用

丁、步槍172支、短槍13支、輕機槍共4挺

戊、洋馬15頭、騾驢3匹

已、防毒麵具共百餘付

庚、我三個團吃兩天的給養及其他行李文件物品頗多

辛、工作器具十八個

即送勝利品炮及彈共百餘牲口準備運衣服之牲口運送石咀請派人接受

六八五团作战对象为新庄自动车队（含兵站汽车90中队自卫小队）和21联队步兵第3大队援军，枪械装备相对较好，缴获也最丰，上报师部“缴获步马枪111枝，手枪1支，卜壳枪1支，轻机枪10 挺，刺刀4把，马刀1把，步马弹4200发，其他弹1500发。”并附报该团部分营连“缴获的胜利品不登记，打埋伏”，故“此次缴获“（统计）很慢”。
而伏击桥本辎重队的六八六团则缴获武器不多，因辎重部队“多数徒手”，因此击毙数量虽多但缴获武器较少，六八六团主要缴获报告为“200辆大车，数十匹马及大量军用品”。其中值得一提的是军用品中的日军黄呢子大衣，115师战后各首长基本人手一件。1938年2月林彪奉命率115师师部和343旅由晋东北南下到吕梁地区开辟根据地，3月2日带师直属队途经隰县以北千家庄时，因身穿缴获来的日军大衣并骑着洋马，当地驻军阎锡山部第19军警戒部队的哨兵观察后立即报告班长，班长判断其为日军军官无疑，下令开枪，林彪中枪落马，子弹从右腋经左侧背穿出，伤及肺和脊椎骨，从此留下终生未愈的植物神经紊乱症，并逐渐形成了怕水、怕风、怕光、一紧张就出汗的毛病。林彪在平型關戰役中被流彈擊中，傷勢不輕，所以前赴蘇聯治療和養傷，但醫治不理想，自此一生很容易患感冒，神經方面病徵又多:121。
六八七团作为预备队仅在25日下午13时到15时间投入扫尾战斗，因此未有单独缴获报告。
六八八团因24日夜突发山洪未能抵达战场，故无缴获。
独立团附师骑兵营在平型关以东60公里处的驿马岭一带阻击东路援兵，缴获上报不详。
总体而言，115师上报国军总部的武器缴获战报有不准确之处，以上只提供一个大致情况。
- 115师缴获九二式步兵炮1门，因有记者照片为证属实。
- 聶榮臻报缴获九二式0.2吨70mm步兵炮用炮彈2788發，和四一式0.5吨75mm山炮用炮弹炮彈52發，共约3000枚；有称缴获的九二式无炮弹，辎重中却另有大量73mm炮弹，而日军火炮中无73mm口径品种，盖当时士兵未能将70mm炮弹成功装入九二式火炮，故误认为两者不配套。
- 另有称“缴获步枪千余支，以及大量军用物资”，而朱德曾说“只缴获了100余支完好的步枪”，主要在于步枪（上报千余支，实际约200余支）。
- 另聶榮臻报中未提及日军黄呢子大衣，后照片和林彪被枪击事件证明有一批军大衣。牲畜数量也远小于辎重队维持运行的数量。只是30日的一个不完全统计。
- 另上报缴获机枪20余支，掷弹筒20余只，有称掷弹筒可能没有。

## 影响
1937年9月26日，115師參謀處發出告捷電：九月二十五日，我八路軍在晉北平型關與敵萬餘人激戰，反復衝鋒，我軍奮勉無前，將進攻之敵全部擊潰……敵軍被擊斃者屍橫山野……中国共产党领袖毛泽东在大捷次日致电朱德、彭德怀：“庆祝我军的第一个胜利”，“平型关的意义正是一场最好的政治动员”。国民政府领袖蔣中正致电祝贺嘉勉，称“二十五日一战，歼寇如麻，足证官兵用命，深堪嘉慰。尚希益励所部，继续努力。”，国内各党派团体纷纷致电祝贺，欧美、东南亚媒体也报導了第18集团军115師胜利的消息。何應欽與蔣中正对忻口会战期间八路军在雁门关战斗和夜袭阳明堡战斗中取得的战果予以肯定和表彰。10月27日，在五台山建立晉察冀邊區軍區司令部，由聶榮臻任司令員:191。由于上海战事扩大，日本大本营命令华北方面军迅速完成平汉、津浦线北段作战任务并占领太原，以抽调兵力增援上海。10月21日，日军第二十师团从河北石家庄沿正太鐵路分两路进攻山西。日军右纵队强攻河北井陉娘子关，中国国民革命军第二十六路军依工事顽强抵抗。
平型关大捷是八路军第一次与日军作战，战斗结束后，毛泽东和林彪对八路军作战方针的观点都有所变化。日本和中國之失敗主義者沒有考慮到中國疆土遼闊，4.5億人口力量巨大，國民政府可以利用政治上統一來全民抗戰:118。战前，毛泽东在中共中央洛川会议上提出八路军的作战方针是“独立自主的山地游击战争”，应分散部队发动群众，进行游击战争，林彪在会议上则认为应集中部队打运动战为主的正规战。人民滿懷新信心來支持國民政府長期抗戰之決心，大軍要求政府領導抗戰:118-119。平型关与日军一战后，林彪认识到日军是远远强于内战对手的敌人，不再坚持正规战，他认为以八路军的条件，“经常集中大的兵力与敌作运动战，是不适宜的”。
毛泽东在平型关大捷的第二天即对八路军作战方针作了新的表述：“根本方针是争取群众，组织群众的游击战。在这个总方针下，实行有条件的集中作战。”毛泽东在《论持久战》中，将八路军的作战原则修改为“基本的是游击战，但不放松有利条件下的运动战。”
平型关的胜利对于敌后根据地的建立，起到了非常直接的支持作用。时任686团组织处股长的欧阳文（1955年授中将衔）说：“平型关一战我们八路军、115师一下就打出名气了，战后我们到晋南招兵。我们团的招兵处和国民党的紧挨着，他们那边根本没人去，我们用了一个星期就招了3,000多人。”

## 相關評價
- 中國國民黨認為：林彪在平型關一役僅戰半日[41]，未依中央指揮切斷日軍運輸線，並未確實達成支援、配合國軍一線作戰的輔助角色，使敵人援軍（日軍駐蔚縣42聯隊二個大隊）隨後又加入戰場（115師26日撤離）[42]。115師僅襲擊小股輜重隊，對於正與國軍血戰中的日方主力視而不見，未依國府中央指揮脫離戰場[43]，之後又違反國民政府軍委會規定：「戰況之報導不得公佈國軍番號」。

民國26年8月24日中華民國戰時軍律：

第一條　不奉命令無故放棄應守之要地，致陷軍事上重大損失者。死刑。

第二條　不奉命令臨陣退卻者。死刑。

……

第八條　敵前反抗命令，不聽指揮者。死刑。

- - 平型關戰役一個月後蔣中正則在日記中留下[44]：

1937年10月25日：
共產黨之投機取巧，應切實注意。此輩不顧信義之徒，不足為慮，吾當一本以正制邪以拙制巧之道以應之。

- 中國共產黨認為並沒有得到國軍的有效配合

“他们（国军）自定的出击计划，他们自己却未能遵守……。他们时常吹牛说要决战，但却决而不战……。且，他们的指挥真笨极了……。”

，根據戰場形勢判斷，不得不撤離，並因此導致敵人援軍隨後加入戰場。。事实上林彪并不知晓25日晨2时国军第84师擅自撤退放弃团城口之事，因此见到被685团击退的日军第21联队第3大队残部退回团城口，误以其“冲坍了”国军攻占了团城口。
- 馮治軍認為，毛澤東已在洛川會議上制定了抗日戰略，是獨立自主的山地游擊戰，而林彪的伏擊戰與毛澤東的指導原則相違背。[47]
- 领受日本外务省特别津贴的旅日学者日本冈山大学日本近代史教授姜克实称：“对比60,000名国军在一周间毙伤日军1266名（内死亡，失踪380名），和6,000名八路军在一天内毙伤敌240（内死亡165名）的战果，相对来说，不管是在毙伤敌总数面，还是歼敌（死亡）比率面，八路军比起国军来说，的确出色。特别是歼敌比率（165/6000：380/60000）和局部战斗的结果--初战获胜，部分歼灭战--比较之下一目了然。称之为"平型关大捷"当然无可非议。” 问题是在战后，当"宣传"的政治意义（鼓舞民心，提高共产党第八路军的威信）消失后，应实事求是，根据历史记录还原历史事实，除去宣传中的水分。更不要只提"平型关大捷"抹煞"平型关战役"，忽视，贬低担任全部正面战场作战，在平型关口附近血战一周之久的国军（晋绥军）部队的抗日事迹。虽然，晋绥军部队没能取得最终的胜利，但其在日军眼中永远是平型关战役（内长城线附近会战）的主角，是令人敬畏缅忆的强敌。[10]